# Hanyer Mosquera
Hanyer Mosquera (Istmina, Chocó, Colombia; 15 de enero de 1987) es un futbolista colombiano. Juega de defensa y actualmente milita en el Alianza Petrolera de la Categoría Primera A colombiana.

## Trayectoria
Luego de haber debutado con Centauros Villavicencio en el 2006 con 19 años pasa a jugar por Deportes Quindio. En el milagroso fue uno de los centrales más importantes, acumulando una buena cantidad de partidos. 
Luego pasa a La equidad, donde permanece año y medio. Jugó la Copa Sudamericana 2011 anotándole un gol a Juan Aurich de Chiclayo y compartió camerino con Santiago Arias y el peruano Renzo Sheput. Logró clasificar a la Copa Sudamericana 2012. 

### Portland Timbers
Cuando todo parecía que fichaba por Millonarios FC y apareciendo una polémica en la cual se dijo que Hanyer había sido vetado por La Equidad para jugar para Millonarios, el 16 de enero de 2012 se confirmó su paso a la MLS. por Portland Timbers. Jugó al lado de sus compatriotas Diego Chara y José Valencia.

### Once Caldas
Luego de su paso por Estados Unidos quiso ser fichado por Millonarios FC y por Once Caldas, fichando por el equipo de Manizales.
A mediados del 2014 llega al Águilas Doradas club donde fue gran protagonista e incluso capitán. En el 2015 América de Cali lo quiso fichar, lo cual no se pudo dar debido a la negativa. Jugó la Copa Sudamericana 2015 donde fue eliminado en la segunda fase por Club Olimpia.
Entre finales de octubre y comienzos de noviembre de 2016 estuvo detenido en la cárcel de Rionegro, Antioquia por agredir físicamente a su exesposa. El 20 de octubre Rionegro suspendió su contrato. Sin embargo, no tardó en recobrar la libertad y siguió jugando para el Águilas Doradas.
El 2017 volvió a jugar por las Águilas Doradas, jugó la Copa Sudamericana 2017 donde fue eliminado por Racing Club.
Su manera ruda de jugar lo ha hecho ser conocido como un jugador muy tarjeteado. Hasta 2017 había recibido 60 amarillas y 14 expulsiones.
En mayo del 2019 fue separado del club por indisciplina.
En agosto del 2019 fichó por Ayacucho FC para jugar la Liga 1 (Perú). Jugó solo 5 partidos y nunca pudo consolidarse como titular.

## Clubes
| Club              | País           | Año         | Partidos | Goles |
| ----------------- | -------------- | ----------- | -------- | ----- |
| Centauros         | Colombia       | 2006 - 2007 | 39       | 3     |
| Deportes Quindío  | Colombia       | 2007 - 2010 | 100      | 5     |
| La Equidad        | Colombia       | 2010 - 2011 | 58       | 2     |
| Portland Timbers  | Estados Unidos | 2012 - 2013 | 27       | 0     |
| Once Caldas       | Colombia       | 2013 - 2014 | 30       | 1     |
| Águilas Doradas   | Colombia       | 2014 - 2019 | 147      | 6     |
| Ayacucho F. C.    | Perú           | 2019        | 5        | 0     |
| Cúcuta Deportivo  | Colombia       | 2020        | 16       | 1     |
| Alianza Petrolera | Colombia       | 2021 -      | 8        | 1     |